# ベルント・ブランシュ
ベルント・ブランシュ（ドイツ語: Bernd Bransch、1944年9月24日 - 2022年6月11日）は、ドイツ民主共和国の元サッカー選手。元ドイツ民主共和国代表。ポジションはDF。

## クラブ歴

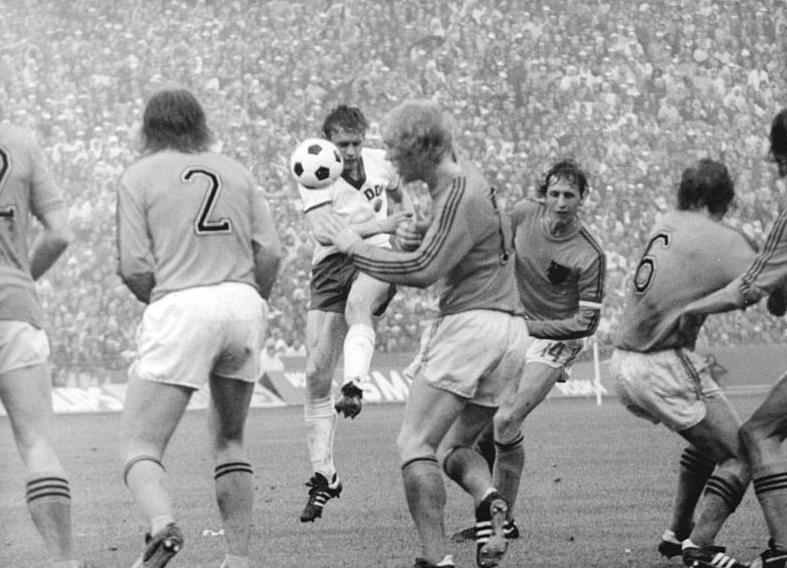
1974 FIFAワールドカップのオランダ代表戦でフリーキックを蹴るブランシュ(白色)

SCチェミー・ハレの下部組織出身で、1963年にトップチームに昇格した。その後クラブはハレシャーFCチェミーに改称したが、彼は所属し続けた。1968年には東ドイツ年間最優秀選手賞に輝いた。
1973年にFCカールツァイス・イェーナに移籍。同シーズンに再び東ドイツ年間最優秀選手賞に輝いた。
翌年にハレシャーに復帰し、1977年に引退した。

## 代表歴
1967年4月6日に行われたデンマーク代表との親善試合でA代表初出場を記録した。その後、ミュンヘンオリンピックに参加し銅メダルを獲得した他、1974 FIFAワールドカップにも出場、モントリオールオリンピックでは金メダルを獲得した。